# La jetée
La jetée é um curta-metragem de ficção científica francês de 1962, em preto e branco, realizado por Chris Marker. Considerado um dos marcos da Nouvelle Vague e do cinema e altamente considerado um dos melhores curta-metragem de todos os tempos.
O curta serviu de inspiração para o filme Os 12 macacos, de 1995, para a série Os 12 macacos, de 2015, também para a introdução do jogo de computador Fallout  e por fim para o diretor japonês Mamoru Oshii no início de sua carreira.

## Sinopse
Conta a história de uma experiência pós guerra nuclear pelo qual usam um homem para realizar a viagem no tempo usando uma série de filmes, fotografias executadas como fotomontagem.

## Elenco
- Jean Négroni .... narrador
- Hélène Chatelain .... a mulher
- Davos Hanich .... o homem
- Jacques Ledoux ....  experimentador
- André Heinrich
- Jacques Branchu
- Pierre Joffroy
- Étienne Becker
- Philbert von Lifchitz